# Blanca Ibáñez
Blanca Alida Ibáñez (San Cristóbal, 17 de agosto de 1947) es una política venezolana, viuda del expresidente Jaime Lusinchi.

## Biografía
Es hija de María del Rosario Piña y de Carlos Julio Ibáñez. Muy joven se traslada con su madre a Caracas, como madre soltera de dos hijos, donde desempeña diferentes oficios como trabajadora. Obtiene un puesto secretarial en la Cámara de Diputados del Congreso Nacional, trabajando para la fracción parlamentaria del partido Acción Democrática, cuyo Jefe de Fracción era el entonces diputado Jaime Lusinchi. Posteriormente se convirtió en la pareja sentimental de Lusinchi, que en las elecciones presidenciales de 1983 sería elegido Presidente de la República para el periodo 1984-1989.
Al iniciarse el gobierno de Jaime Lusinchi en febrero de 1984 fue designada secretaria privada de la Presidencia, un cargo nuevo creado para ella. Esta elección desató muchas reacciones negativas en la opinión pública, convirtiéndola en un personaje controversial. Como secretaria privada ejerció una influencia muy grande en el gobierno, y se involucró en supuestos hechos de corrupción. En mayo de 1986 una plaza pública de un barrio de Caracas fue llamada con su nombre, lo que desató una polémica política que la obligó a enfrentar graves cuestionamientos, entre tales se le atribuyó la capacidad de controlar a su gusto y conveniencia el acceso al presidente, así como un afán de protagonismo y una avidez que le permitieron manejar un alto grado del poder presidencial. En agosto de 1989 el diputado Douglas Dáger presidente de la comisión de la contraloría de la Cámara de diputados denunció por escrito ante el Tribunal Séptimo de primera Instancia en lo Penal a la secretaria privada del presidente de la República Jaime Lusinchi de usar indebidamente una partida del presupuesto del Instituto Nacional de Hipódromos puesto que se habían desviado más de 100 millones de bolívares, destinada para programas de "Asistencia Social" (unos 23,26 millones de dólares).
En 1994 fue juzgada en ausencia, junto con varios exministros, por desviar dinero público a una campaña política; por lo que fue condenada a un año de prisión que no llegó a cumplir al encontrarse exiliada en Costa Rica. Una encuesta realizada por la empresa Gaither S.A. en 1988 le atribuyó un 60% de respaldo para ser propuesta como diputado al Congreso Nacional, cosa que obtuvo el rechazo de los dirigentes del partido Acción Democrática.[cita requerida] Obtiene, de forma controvertida, su título de abogado por la Universidad Santa María, pero no llega a ejercer la profesión en Venezuela.
En 1998 fue juzgada por corrupción pero el Tribunal Supremo de Justicia de Venezuela la absuelve, por prescripción del delito. Otros políticos involucrados en el caso fueron José Ángel Ciliberto y Jorge Mogna Salazar. Luego de la presidencia de Lusinchi, vivió en los Estados Unidos por una larga temporada. Ibáñez se casó con el expresidente en la ciudad de Nueva York el 11 de septiembre de 1991. En Estados Unidos creó la extinta fundación Mujeres en Acción, para la denuncia de abusos sexuales contra la mujer.
Desde 1992, tras serle reconocido el asilo, reside en Costa Rica, en donde ejerció como vicepresidenta del Canal CB24 hasta su desaparición. También ejerce la gerencia administrativa de la Fundación CELAC creada por el expresidente Lusinchi.[cita requerida]